# Демидов, Михаил Сергеевич
Михаил Сергеевич Демидов (род. 20 июня 1986, Свердловск, РСФСР, СССР) — российский хоккеист. Вратарь хоккейного клуба «Алматы».

## Биография
Воспитанник свердловского хоккея.
Карьеру начал в 2002 году в составе ХК «Динамо-Энергия» и провёл там 5 сезонов.
В сезоне 2009—2010 стал бронзовым призёром Высшей хоккейной лиги в составе «Дизеля».
В сезоне 2011—2012 — серебряный призёр ВХЛ в составе «Рубина».
Сезоны 2012—2013, 2013—2014 провёл в КХЛ в клубе «Торпедо».
В сезонах 2016—2017, 2018—2018 бронзовый призёр открытого чемпионата Казахстана в составе клуба «Арлан».
Чемпион Казахстана в сезоне 2017—2018 и Обладатель Континентального Кубка в 2018—2019 в составе «Арлана».